# Хеншлебен
Хеншлебен (њем. Henschleben) општина је у њемачкој савезној држави Тирингија. Једно је од 55 општинских средишта округа Земерда. Према процјени из 2010. у општини је живјело 347 становника. Посједује регионалну шифру (AGS) 16068026.

## Географски и демографски подаци
Хеншлебен се налази у савезној држави Тирингија у округу Земерда. Општина се налази на надморској висини од 149 метара. Површина општине износи 7,0 km². У самом мјесту је, према процјени из 2010. године, живјело 347 становника. Просјечна густина становништва износи 50 становника/km².